# Teri Marie Harrison
Pour les articles homonymes, voir Harrison.
Shallan Meiers Serria Tawan
Teri Harrison, née  le 16 février 1981 à Bradenton (Floride) est un modèle de charme et une actrice américaine.

## Biographie
Teri a un père allemand et une mère japonaise mais ses parents ont divorcé lorsqu'elle avait deux ans. Elle a fait ses études à l'Université de Floride centrale à Orlando. Elle travailla quelque temps dans un restaurant de la chaîne Hooters en tant que serveuse sexy,  et déménagea à Kansas City avant de s'installer en Californie. 
Ses rapports avec le magazine Playboy ont commencé lorsque sa meilleure amie l'a encouragée à envoyer ses photos pour faire acte de candidature. Elle a été choisie comme playmate presque immédiatement mais il a fallu un an avant qu'elle apparaisse dans les pages centrales en octobre 2002 ; elle a été photographiée par Stephen Wayda. Elle a également posé pour l'édition allemande de Playboy, en tant que playmate du mois de janvier 2003.
Elle est apparue dans le calendrier de maillots de bain 2005 des Playmates at Play at the Playboy Mansion (les playmates s'amusent au manoir Playboy) en tant que Miss Décembre.  Cette édition était la première du calendrier de maillots de bain des Playmates at Play at the Playboy Mansion dont les photos furent prises au cours de l'année 2004. C'était la première tentative de Playboy pour créer un calendrier agrémenté de photos de jolies filles, non nues, en maillot de bain et le style était analogue à ceux de Sports Illustrated (Sports Illustrated Swimsuit Issue).  
Elle est aussi apparue dans de nombreuses vidéos et éditions spéciales de Playboy. Elle a également été employée dans l'émission de TV The price is right et a joué un rôle dans le film d'horreur Snuff-Movie (en) (2005).
Elle est mariée avec Morgan Rose, cofondateur et batteur du groupe de heavy metal Sevendust. Ils ont un fils né en 2008.

## Apparitions dans les numéros spéciaux dePlayboy
- Playboy's Playmates in Bed 2003 — pages 3, 76-81.
- Playboy's Playmate Review Vol. 19 septembre 2003 — pages 3, 70-77.
- Playboy's Sexy 100 Mars 2004 page 34.
- Playboy's Nude Playmates Avril 2004 — pages 3,4-7.
- Playboy's Book of Lingerie Juillet-Août 2004 2003 pages 34-37.
- Playboy's Hot Nudes 2005 - page 30.
- Playboy's Hot Office Girls 2005 - pages 31-34.